# Corinna Paukner
Corinna Paukner (* 19. Februar 1986 in Zwiesel) ist eine ehemalige deutsche Fußballspielerin.

## Karriere
Paukner begann fünfjährig beim SC Zwiesel (gemeinsam mit „Jungs“) mit dem Fußballspielen und zählte bis zum D-Junioren-Bereich zu den Leistungsträgern der jeweiligen Mannschaften. Über die C-Junioren, bei denen sie mit Sondergenehmigung auflief, gelang der Sprung in die Auswahl der U-15-Juniorinnen für Niederbayern und Bayern. Mit Gründung des Frauenteams SC Zwiesel gewann man die mittlerweile dem Pferdesport zugewandte Paukner als Libero; mit ihr gelang den SC-Frauen der Aufstieg in die Bezirksoberliga.
Während ihrer Ausbildung bei der Bundespolizei in Deggendorf blieb ihr Talent als Fußballerin nicht verborgen. Ihr Gruppenführer, ehemaliger Fußballspieler und -trainer Fred Ober, ebnete ihr den Weg zum FC Bayern München, bei dem sie in Probetrainings einen guten Eindruck bei Trainerin Sissy Raith hinterließ.
2005 wurde sie vom FC Bayern München verpflichtet, für den sie am 21. August 2005 (2. Spieltag) bei der 1:8-Heimniederlage gegen den 1. FFC Frankfurt debütierte und am 19. März 2006 (14. Spieltag) bei der 1:4-Heimniederlage gegen den SC 07 Bad Neuenahr ihr erstes Bundesligator erzielte.
Kurz vor Spielbeginn am 28. Mai 2012 (22. Spieltag), beim 4:1-Heimsieg gegen den Hamburger SV bei dem Paukner ab der 61. Minute mitwirkte, wurde sie vom Verein verabschiedet.

## Erfolge
- DFB-Pokal-Sieger 2012
- Zweiter der Deutschen Meisterschaft 2009
- Bundesliga-Cup-Sieger 2011

## Sonstiges
Seit ihrer Ausbildung arbeitet sie als Angestellte im Polizeipräsidium München.